# Flapper

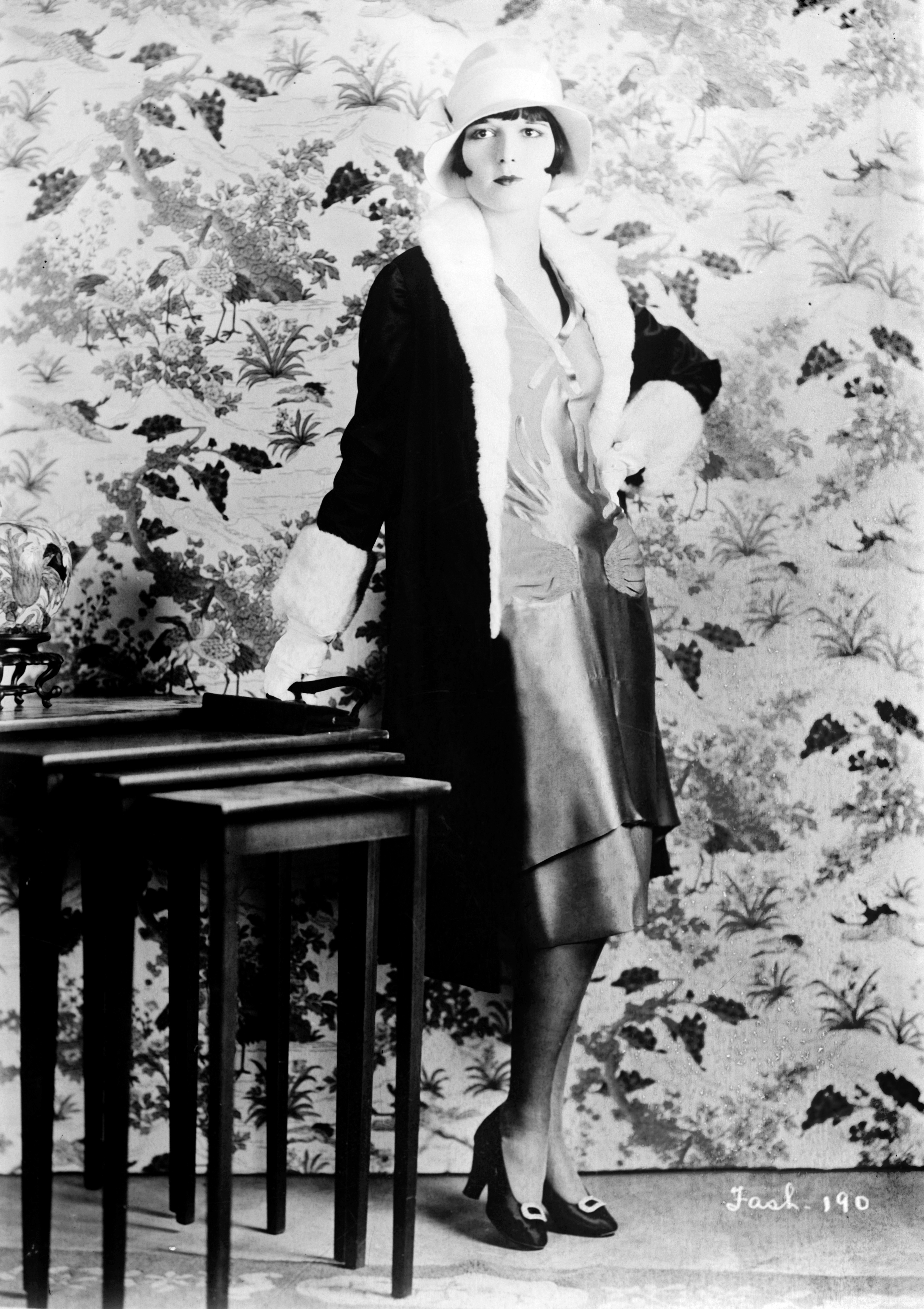
Louise Brooks, 1927

Flapper es un anglicismo  que se utilizaba en los años 1920 para referirse a   un nuevo estilo de vida de mujeres jóvenes que usaban faldas cortas, sustituyeron el corsé por faja, lucían un corte de cabello especial (denominado bob cut) y escuchaban música no convencional para esa época (jazz), la cual también bailaban. Las flappers usaban mucho maquillaje, bebían licores fuertes, fumaban, conducían frecuentemente a altas velocidades y tenían conductas similares a las de un hombre. Estas mujeres significaban un desafío a lo que en aquel tiempo era considerado socialmente correcto.

## Orígenes

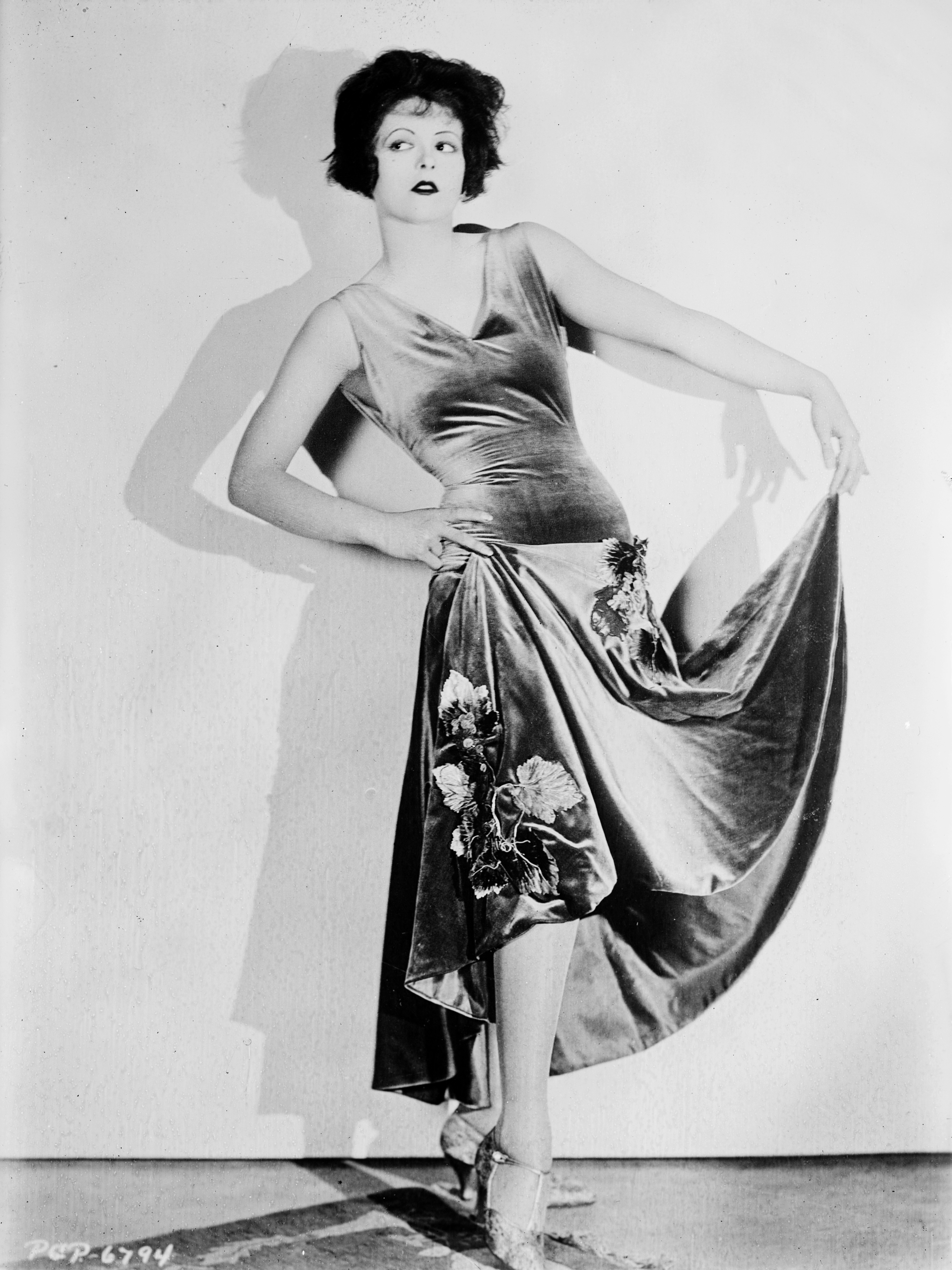
Clara Bow

Las flappers tienen sus orígenes en un período de liberalismo social, turbulencias políticas y aumento de los intercambios culturales transatlánticos que siguió al final de la Primera Guerra Mundial, así como la exportación de jazz estadounidense a la cultura europea.
Después de la Primera Guerra Mundial se produjo un gran cambio en la moda. La mujer se incorporó al trabajo, debido a las necesidades de la industria de guerra ya que la población masculina estaba movilizada. Las mujeres comenzaron a cortarse el cabello a la Garçonne (mujeres andróginas), y sus trajes se volvieron sencillos para permitir que fuesen a trabajar y caminar rápidamente. El papel de esposa y madre quedó relegado y las chicas flapper comenzaron a soñar con ser actrices, bailarinas o parecerse a ellas. La moda ya no la dictaba la aristocracia sino las actrices de las películas de cine y los artistas, pintores, escritores, que buscaban nuevas formas. 
En Estados Unidos, con la Ley Seca, muchos bares y cabarés tuvieron que cerrar; en su lugar, se crearon clubes de jazz privados (consúltese speakeasy). Este contraste entre el movimiento religioso de abstinencia de la bebida y de respeto a la ley, y la realidad de consumo habitual de alcohol condujo a un desprecio extendido hacia la autoridad. Su actitud independiente y feminista parece haber tenido cierta influencia sobre la actitud posterior de muchas otras mujeres.
Escritores y artistas estadounidenses como F. Scott Fitzgerald, John Held Jr. y Anita Loos popularizaron esta moda y actitud social en sus obras, dando la imagen de que las flappers eran mujeres independientes y atractivas. La actriz Clara Bow es citada con frecuencia como ejemplo de flapper típica. Entre los que criticaron la locura flapper se encontraba la escritora y crítica Dorothy Parker. Ella escribió «Flappers: Una Canción de odio» para burlarse de la moda.
Las Gibson girls (dibujos de pin-ups de los años 1890) suelen considerarse como un precedente, pero las flappers aparecieron en el periodo de liberalismo que siguió a la Primera Guerra Mundial.

## Etimología
Se sabe con certeza que la palabra flapper empezó a ser utilizada en Inglaterra, aunque hay dudas sobre su etimología. Puede hacer referencia al batido de las alas de una cría de ave cuando está aprendiendo a volar, o puede derivar de un uso anterior, en el norte de Inglaterra, de flapper en el sentido de «jovencita» (cuyas trenzas ondeaban -flap- a su espalda al igual que sus faldas en torno a la rodilla, hasta que ya con quince empezaba a vestir de largo y recogerse el pelo en moño). Si bien en los Estados Unidos asumió desde el primer instante que el término flapper derivaba de una moda de usar zapatos de burdel con tacones altos. Desde 1910 una flapper pasó a ser cualquier adolescente impetuosa, a menudo, incluidas las mujeres menores de treinta años. Solo en la década de los 20 el término fue acogido como una moda y estilo de vida de mujeres provocadoras e inmaduras a la vez.
La primera aparición de la palabra y la imagen de una flapper en los Estados Unidos provenía de la popular película de Olive Thomas de 1920 The Flapper. Esta fue la primera película en los Estados Unidos que retrataba el modo de vivir de las flappers que pronto se haría moda en los años 20. Thomas ya había protagonizado un papel parecido en 1917, aunque no fue hasta The Flapper en la que la joven actriz fue asociada como imagen a este estilo de mujeres. Otras actrices pronto dirigirían sus carreras construyendo la misma imagen que Thomas como flapper.

## Comportamiento
Las flappers iban por las noches a clubs de jazz donde solían bailar de forma provocativa, fumaban cigarrillos con largas boquillas, aspiraban cocaína y tenían citas. Conducían motocicletas y coches (rápidos). Bebían alcohol abiertamente, un acto de desafío en un período de prohibición. El magreo (relaciones sexuales que no incluían el coito) se hizo mucho más frecuente. Alguna gente incluso organizó petting parties donde el magreo era la atracción principal. Las flappers también llevaban lápiz de labios a prueba de besos y mucho maquillaje con collares y pulseras de cuentas. Les gustaba llevar el pelo corto, con un corte bob cut, a menudo tiñéndolo de negro azabache o de rubio platino.

## Argot
Las flappers tenían su propia jerga, con términos como «snugglepup», que designaba a hombres que frecuentan reuniones o fiestas donde los participantes se besaban y acariciaban (petting parties) y «barney-mugging» (sexo). Su dialecto reflejaba la promiscuidad y sus hábitos: «I have to go see a man about a dog» a menudo significaba ir a comprar whiskey; y «handcuff» o «manacle» quería decir un compromiso o anillo de boda. También tenían muchas formas de expresar su aprobación, tales como «That's so Jake» «That's the bee's knees». La más popular era «the cat's pajamas». Otros términos eran empleados para los chanchullos de la época, tales como «speakeasy», en el sentido de un lugar ilegal para obtener licor, y «hooch» para describir la ilegalidad del alcohol.
Muchos términos que las flappers empleaban en los años 20 existen todavía en el argot actual del inglés americano, como «big cheese» (gran queso), es decir, una persona importante; «to bump off» para referirse a un asesinato; y «baloney» en el sentido de «absurdo».

## Forma de vestir

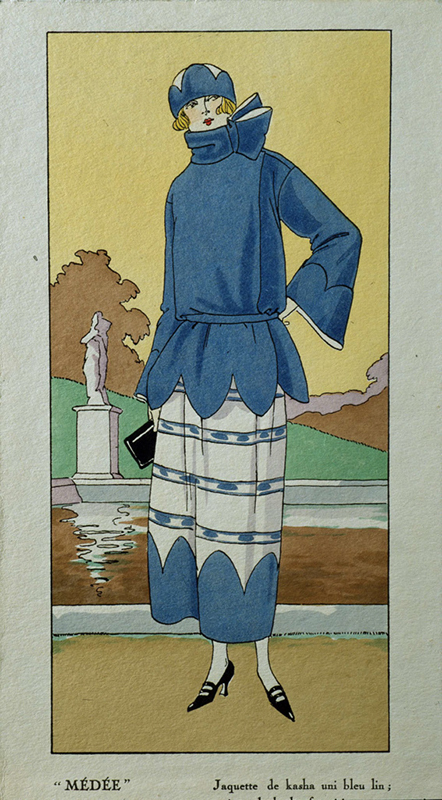
Modelo "Medea", chaqueta y falda de cachemira y lino, en una revista de moda de 1920.

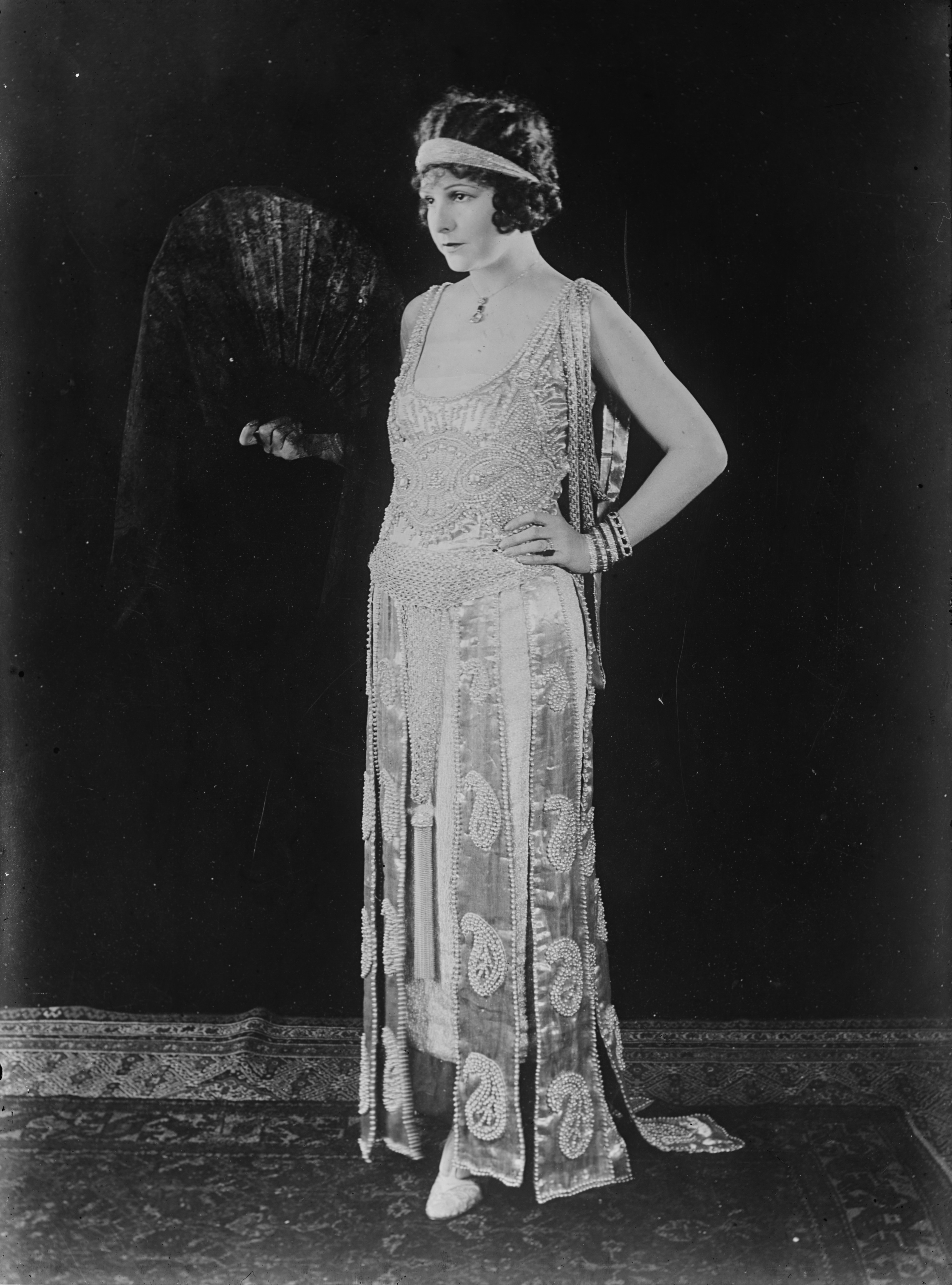
La actriz Norma Talmadge, prototipo de flapper.

Además de su irreverente comportamiento, las flappers son conocidas por su estilo a la hora de vestir, que en gran medida surgió como resultado de los estilos musicales de jazz y la divulgación del baile que las acompañaban. Llamado «garçonne» en francés ("chico" con un sufijo en femenino), las flappers buscaban un aspecto masculino. Se popularizó un corte de pelo simétrico llamado bob cut, donde el flequillo es recto cayendo por encima de las cejas, y el largo puede tener una longitud cortado desde la altura de las mejillas o hasta los hombros, reduciéndose en la nuca de forma diagonal. Fue sustituido más tarde por el corte Shingle bob ("corte tablilla") o Eton crop. El primero se introdujo en 1924, muy parecido al bob cut pero más corto y sin flequillo, generalmente muy engominado para pegarlo lo máximo posible a la cabeza. El segundo, acreditado a Joséphine Baker, es reconocido por ser liso por la raíz y a la altura de las orejas lleno de rizos, muy popular en la década de los años 1920 porque era ideal para llevar con sombreros cloché. Las flapper se teñían el cabello de negro azabache o de rubio platino, y algunas veces, de rojo intenso, aunque no era tan popular debido a las viejas supersticiones que había sobre los pelirrojos.
Lejos de lo que se cree comúnmente, las flappers no acabaron con los corsés, sino que los "mejoraron" a sus "necesidades" estéticas. Irónicamente, a pesar de su imagen provocadora, en vez de llevar los corsés para resaltar las curvas, reducir cintura, y marcar busto y cadera como se hacía hasta los años 20, las flappers usaban sujetadores y fajas que moldeaban una figura sin formas, reduciendo pechos y caderas, dando una imagen más infantil, frágil y de efebo, que al mismo tiempo recordaba el aire varonil ya mencionado de las flappers. La faja, que llegaba a mitad del muslo, llevaba liguero para sujetar las medias de seda negra o blanca.
Las flappers llevaban (por encima de dichos sujetadores y fajas, o a veces sin nada por debajo) vestidos rectos y con amplios escotes sujetos solo con tirantes, dejando totalmente al descubierto los brazos, generalmente con cinturones colgando de la cadera para acentuar levemente el cuerpo menudo y esbelto entre las holgadas prendas. Las faldas tenían el corte justo por debajo de las rodillas hasta 1927, permitiendo un elegante y provocador vuelo que dejaba ver las rodillas considerablemente cuando una flapper bailaba o caminaba. Las flappers solían maquillarse las rodillas para que resaltasen cuando se mostrasen fugazmente en los movimientos de la falda. 
Los accesorios se convirtieron en una parte muy importante del vestir. Por lo general consistía en piezas de joyas de moda Art Decó, con muchas capas de collares de perlas. Los guantes largos, los bolsos para la calle, sombreros, estolas de pelo, anillos, broches y zapatos con tacones altos eran complementos que no podían faltar en una flapper. Ésta era la forma de destacar y conseguir que los pocos hombres que quedaban en la ciudad tras la Primera Guerra Mundial se fijasen en ellas, era la manera de llamar su atención y conquistarlos prometiéndoles belleza indómita, sexo apasionado e inteligencia . 
Los sombreros cloché eran también muy comunes entre las flappers. De copa hemisférica, cuerpo cilíndrico y pequeña ala recta con pliegue a un lado, estaba realizado por el entrecruzamiento de cintas de seda. Era más sencillo, práctico y permitía libertad a la hora de caminar. El fieltro era el material más usado ya que era el que mejor se adaptaba a la horma. Para el verano, los clochés se hacían de paja. Sombreros que podían pintarse para un mejor resultado.
Pero tal vez, lo más escandaloso de las flappers, era el evidente uso de maquillaje, anteriormente limitado a las actrices y prostitutas. Las flappers palidecían la piel con polvos de talco, resaltaban los labios con rojo carmín y los ojos con delineador negro. Todo esto se alentaba con el desarrollo de un estilo de baile mezcla del charlestón, el Shimmy, el Bunny Hug y el Black Bottom. 
Aunque al principio de la década de los 20 las flappers lucían una piel blanca como la nieve, el bronceado en la piel se volvería cada vez más popular entre estas mujeres después de que Coco Chanel, una revolucionaria diseñadora de modas y creadora de perfumes francesa, tras pasar demasiado tiempo al sol de vacaciones se pusiera muy morena. Coco comentó que el moreno sugería «una vida de ocio, de arena y playa, sin la onerosa necesidad de trabajar en fábricas y tiendas donde nunca da el sol», rompiendo con el estereotipo de que el moreno en la piel representaba trabajo en el campo y la palidez buena vida. Las mujeres entonces dejaban de lado las sombrillas con las que taparse de sol e intentaban pasar el máximo tiempo posible bronceando sus pieles en playas y solárium. 
Sin embargo, a pesar de todo el escándalo generado por las flappers, se convirtieron en el centro de atención y el eje principal del mundo de la moda, y cada vez más, mujeres de todas las edades iban acuñando este estilo de vestir. La moda llegaba a todo el mundo de forma muy rápida: la industria textil avanzaba muy rápido y los tejidos se abarataban. Las mujeres de clases bajas tenían acceso a los patrones de vestidos que llevaban las clases altas gracias a la aparición de las primeras revistas de patronaje, y ellas mismas se hacían sus propios trajes. Entre las actrices más estrechamente identificables con el estilo de las flappers se encuentran Dorothy Mackaill, Alice White, Bebe Daniels, Billie Dove, Helen Kane, Joan Crawford, Leatrice Joy, Norma Shearer, Laura La Plante, Norma Talmadge, Clara Bow, Louise Brooks, y Colleen Moore.

## Fin de la era flapper
A pesar de su popularidad, el estilo de vida flapper y su imagen no pudo sobrevivir al Crack del 29 y la posterior Gran Depresión. Esta actitud llena de vida y hedonista simplemente no pudo encontrar su lugar en mitad de los problemas económicos de los años 30. Más específicamente, dicha década trajo una reacción conservadora y una revitalización religiosa que erradicó los estilos de vida liberal y las modas de los años 20. Aun así, las independientes flappers permitieron a las mujeres modernas convertirse en una parte integral y duradera del mundo occidental.